# Buonconvento
Buonconvento is een gemeente in de Italiaanse provincie Siena (regio Toscane) en telt 3199 inwoners (31-12-2004). De oppervlakte bedraagt 64,8 km², de bevolkingsdichtheid is 49 inwoners per km². In de gemeente ligt een deel van de Crete Senesi.
De volgende frazioni maken deel uit van de gemeente: Bibbiano, Percenna.

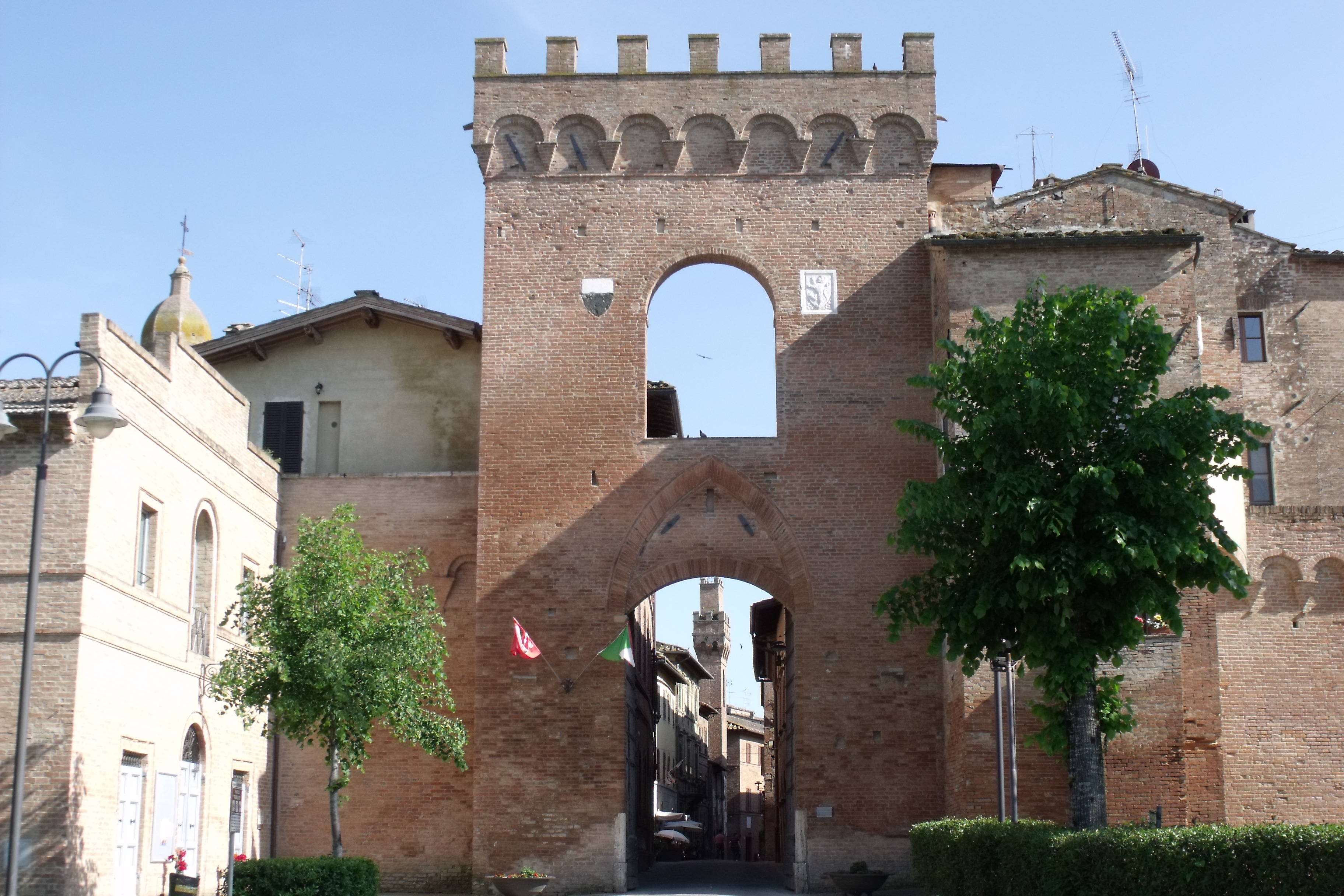
Stadspoort
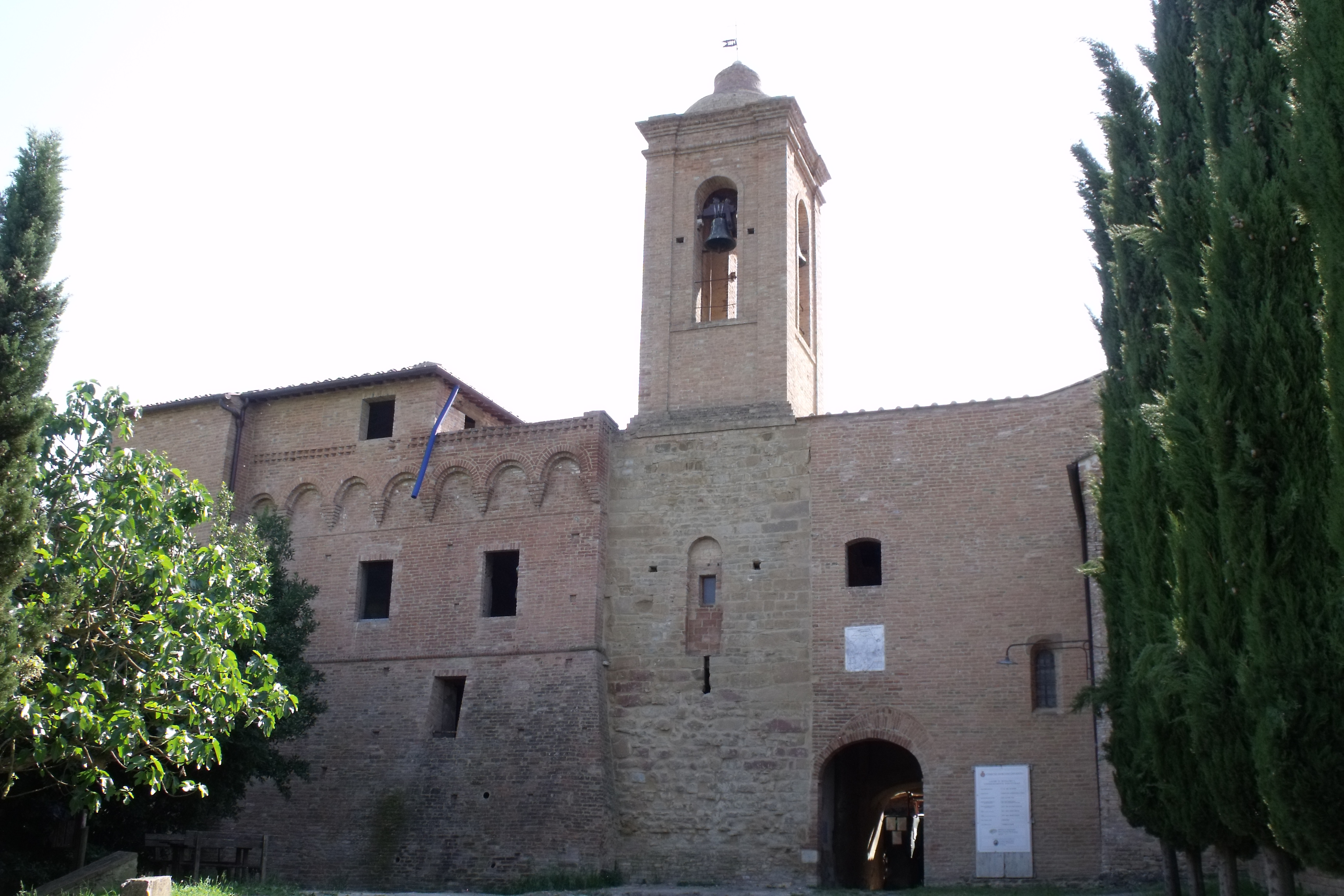
Sant'Innocenza a Piana
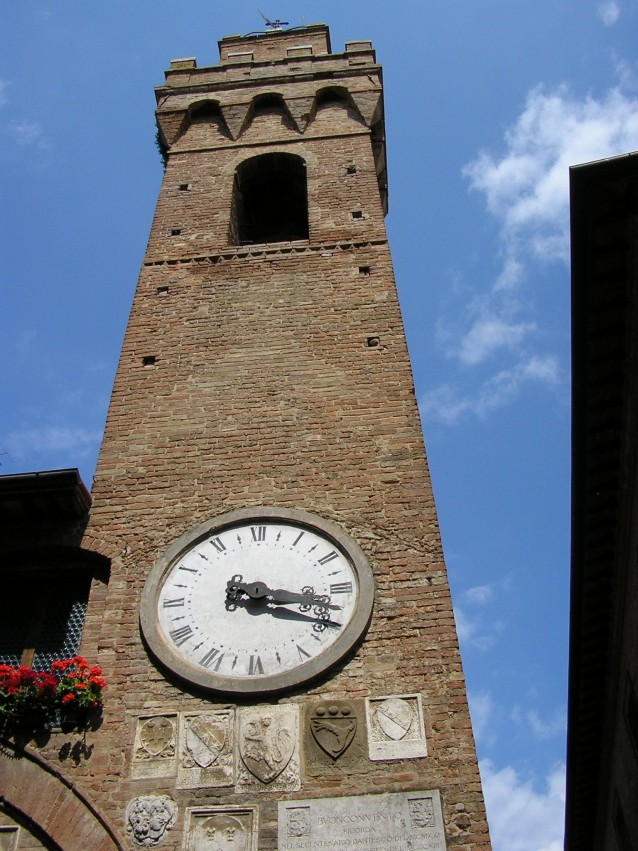
Toren van Buonconvento
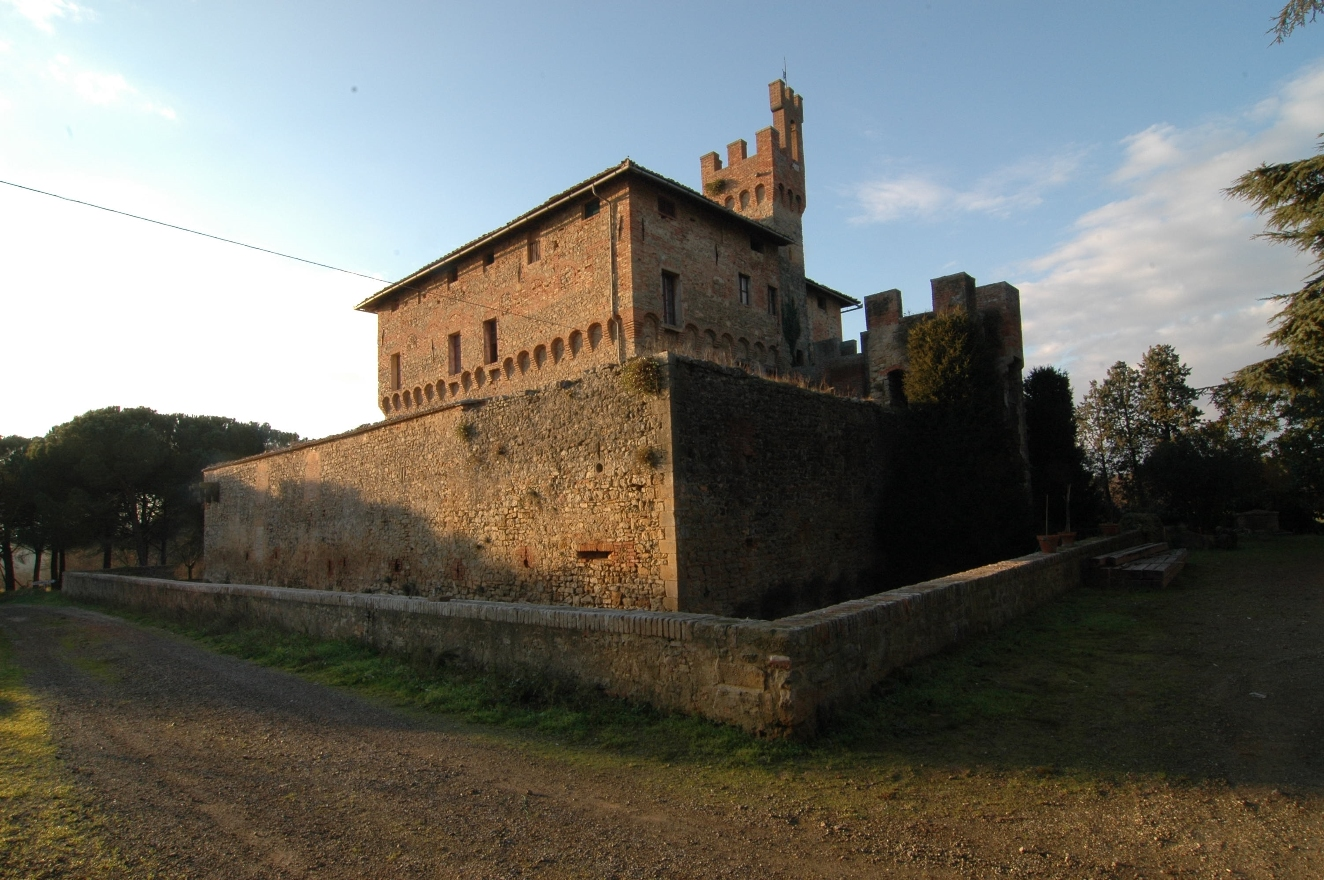
Bibbiano
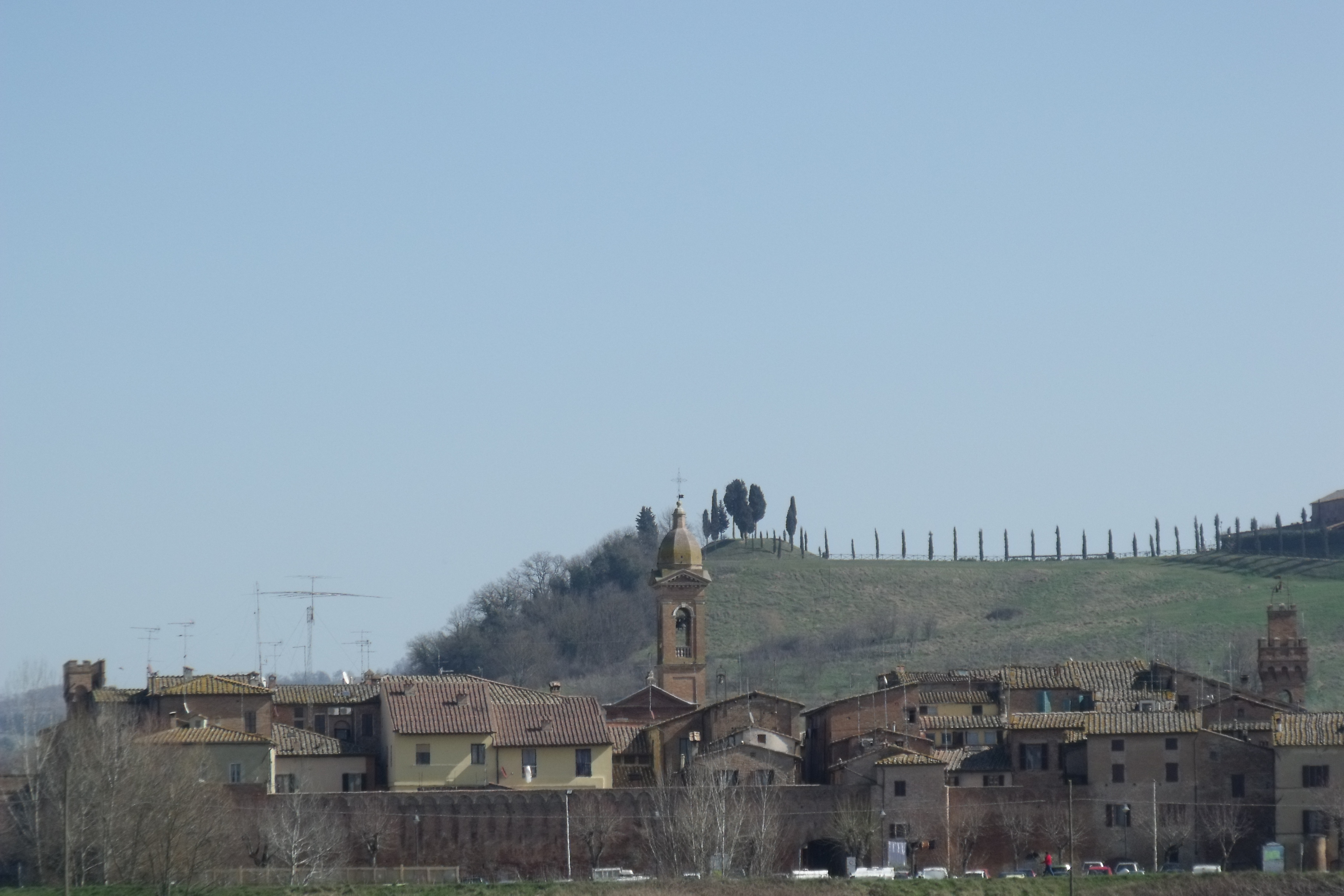
Uitzicht over Buonconvento

## Demografie
Buonconvento telt ongeveer 1304 huishoudens. Het aantal inwoners steeg in de periode 1991-2001 met 2,1% volgens cijfers uit de tienjaarlijkse volkstellingen van ISTAT.
| Jaar | Inwoneraantal |
| ---- | ------------- |
| 1991 | 3103          |
| 2001 | 3168          |

## Geografie
De gemeente ligt op ongeveer 147 m boven zeeniveau.
Buonconvento grenst aan de volgende gemeenten: Asciano, Montalcino, Monteroni d'Arbia, Murlo, San Giovanni d'Asso.

## Geboren in Buonconvento
- Mauro Bellugi (1950-2021), voetballer